# Kreta (griechische Region)

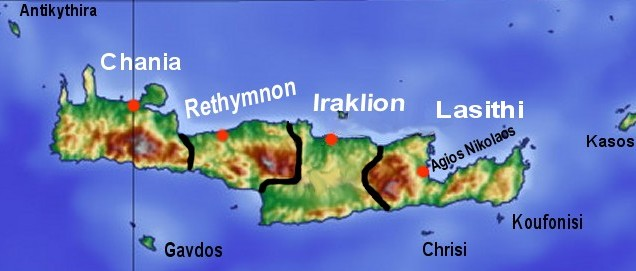
Die Regionalbezirke von Kreta

Die Region Kreta (griechisch Περιφέρεια Κρήτης) umfasst 8.342 Quadratkilometer und wird überwiegend von der griechischen Insel Kreta und einigen kleineren umliegenden Inseln gebildet.

## Politik
Mit der griechischen Verwaltungsreform 2010 (Kallikratis-Programm) wurden die Präfekturen abgeschafft und die Kompetenzen auf die Region und die zahlenmäßig stark verringerten Gemeinden aufgeteilt.
Die Region Kreta bildet eine der 13 Regionen (Ez. περιφέρεια periféria) Griechenlands und gliedert sich in vier Regionalbezirke, die den Gebieten der Präfekturen bis 2010 entsprechen. Proportional zu deren Einwohnerzahl entsenden sie eine bestimmte Anzahl Abgeordneter in den 45-köpfigen Regionalrat.
| Regionalbezirk | Einwohner 2011 | Einwohner 2021 | Sitze | Gemeinden                                                                                    |
| -------------- | -------------- | -------------- | ----- | -------------------------------------------------------------------------------------------- |
| Chania         | 156.585        | 156.706        | 11    | Apokoronas, Chania, Gavdos, Kandanos-Selino, Kissamos, Platanias, Sfakia                     |
| Rethymno       | 85.609         | 84.866         | 6     | Agios Vasilios, Amari, Anogia, Mylopotamos, Rethymno                                         |
| Iraklio        | 305.490        | 305.017        | 22    | Archanes-Asterousia, Chersonisos, Festos, Gortyna, Iraklio, Malevizi, Minoa Pediada, Viannos |
| Lasithi        | 75.381         | 77.819         | 6     | Agios Nikolaos, Ierapetra, Lasithi-Hochebene, Sitia                                          |
| Kreta          | 623.065        | 624.408        | 45    |                                                                                              |

## Wirtschaft
Im Jahr 2017 betrug die Arbeitslosenquote 17,7 %.